# محفوظ بك العباسي
محفوظ بن محمد عمر العباسي الهاشمي القرشي،  هو نسابة ومؤرخ عراقي تولى نقابة الأشراف العباسيين ولهُ مؤلفات ومدونات عن النسب العباسي الشريف.

## نسبه الشريف
من نسل الملك بهاء الدين بن الملك خليل بن عز الدين بن محمد أبي نصر بن المبارك أبي المناقب بن الخليفة المستعصم بالله بن المستنصر بالله منصور العباسي ويطلق على أجداده أمراء بهدينان والتي كانت إمارة لبني العباس في منطقة كردستان العراقية.

## نشأته وسيرته
ولد محفوظ في محلة (المكاوي) بالموصل، وأكمل دراسته الإعدادية بالموصل عام 1948 ودخل كلية الشرطة العراقية سنة 1951 وتخرج فيها عام 1954، وشغل عدة مناصب في الشرطة كان آخرها مفتشاً في الشرطة العامة، وأحيل على التقاعد عام 1975 برتبة عميد وبعد إحالته على التقاعد باشر في طلب العلم ولا سيما علوم الدين حتى أقعده المرض في أواخر حياته .
من آثاره المطبوعة:-

## من مؤلفاته
لهُ مؤلفات في النسب العباسي الشريف والفكر الإسلامي، وهي:
- إمارة بهدينان العباسية 1969-(للتحميل).
- الرضواني (واعيان الموصل وأسرها الدينية والعلمية).
- الغرب نحو الدرب بأقلام مفكريه 1987.
- العباسيون بعد احتلال بغداد سنة 656هـ على يد المغول.

كما لهُ مؤلفات لم تطبع منها:
- هيمنة القرآن في كل زمان ومكان.
- كيف يسود الأمان في كل زمان ومكان.
- كيف نموت ونبعث (الحياة البرزخية).